# کمیته سیاست توسعه
کمیته سیاست توسعه (انگلیسی: Committee for Development Policy) یکی از نهادهای فرعی شورای اقتصادی و اجتماعی سازمان ملل متحد (ECOSOC) است. وظیفه «کمیته سیاست توسعه» ارائه مشاوره مستقل به شورا در مورد مسائل سیاست توسعه است. کمیته همچنین مسئول تصمیم‌گیری کشورهای کمتر توسعه‌یافته (LDC) است.
کمیته دارای ۲۴ عضو است که سمت آنها توسط دبیرکل سازمان ملل متحد تعیین می‌گردد و توسط شورای اقتصادی و اجتماعی سازمان ملل متحد برای یک دوره سه ساله منصوب می‌شوند. این کمیته در مقر سازمان ملل متحد در نیویورک قرار دارد. دبیرخانه کمیته سیاست توسعه، در بخش امور شورای اقتصادی و اجتماعی سازمان ملل متحد، تجزیه و تحلیل اقتصادی و بخش سیاست، کمک‌های اساسی و اداری به کمیته ارائه می‌کند.

## عضویت
آخرین دوره سه ساله در ۱ ژانویه ۲۰۱۹ آغاز شد. اعضاء برای دوره ۲۰۱۹ تا ۲۰۲۱عبارتند از:
- آدریانا آبدنور (برزیل)
- دباپریا باتاچاریا (بنگلادش)
- وینی بیانییما (اوگاندا)
- ها جون چانگ (جمهوری کره)
- دایان السون (بریتانیا)
- مارک فلوربی (فرانسه)
- ساکیکو فوکودا پار (ژاپن)
- کوین گالاگر (ایالات متحده آمریکا)
- آرونابها گوش (هند)
- ترودی هارتزنبرگ (آفریقای جنوبی)
- راشد حسن (سودان)
- استفان کلاسن (آلمان)
- آمینه ماما (نیجریه)
- ماریانا مازوکاتو (ایتالیا)
- لتیسیا مرینو (مکزیک)
- خوزه آنتونیو اوکامپو (کلمبیا)
- مگ تیلور (پاپوآ گینه نو)
- تافره تسفاچو (اتیوپی)
- رولف ون در هوون (هلند)
- کوری اودوویکی (صربستان)
- ناتالیا ولچکووا (روسیه)